# Wittenoom
Wittenoom foi uma cidade industrial de extração de amianto azul (crocidolita), localizada na região de Pilbara, na Austrália Ocidental. A cidade é perigosa pelo alto nível de contaminação por amianto e é considerada a maior área contaminada no hemisfério sul. O Governo da Austrália fechou a área e aboliu Wittenoom de ser uma cidade.

## História
No ano de 1944, construíram uma pensão para os mineradores de Wittenoom e foi autorizado um local para a construção de casas. E neste mesmo ano, o Conselho Principal de Estradas construiu uma estrada interligando a futura cidade às minas. A construção da cidade passou por dificuldades devido a distância e a falta de materiais de construção, então o governo federal e o governo estadual passaram a dar apoio com subsídios, e a maioria das residências de Wittenoom receberam patrocínio público da Comissão Estadual de Habitação. Em 1959, foi estabelecido um acordo entre a Comissão Estadual de Habitação e a empresa Australian Blue Asbestos, onde a empresa assumiria a gestão e manutenção de todas as residências. 
A cidade foi fechada devido ao alto risco de contaminação por amianto azul. No ano de 2007, o Governo Federal aboliu Wittenoom formalmente de ser uma cidade, parou com as prestações de serviços públicos e instalou placas de alertas. Comprou a maioria das propriedades particulares através de venda voluntária, com exceção de 14 unidades, que não entraram em um acordo com o governo.

## Minas de amianto azul
No ano de 1930, Lang Hancock descobriu a existência de amianto azul (crocidolita) na região do desfiladeiro de Wittenoom. Entre os anos de 1938 e 1943, Hancock e Albert Wright, sócio de Hancock, começaram a explorar as minas. A exploração do amianto azul era bem rudimentar, sendo extraído com explosivos, picaretas, pás e moinhos, e levados de carrinho, por 320 quilômetros, até o trem de carga. Em 1943, a Colonial Sugar Refinery Company (CSR) arrendou 51% das minas de Wittenoom e fundou a Australian Blue Asbestos (ABA). E, em 1949, a ABA comprou a parte de Hancock e Wright, se tronando proprietária integral das minas.
A mina foi mecanizada, mas a extração ainda era rudimentar, feita por moinhos que acabavam produzindo excessiva poeira de amianto, o minério era ensacado manualmente em sacos de juta e os mineradores usavam proteções respiratórias de pano fornecida pela empresa, mas não era uma exigência. A partir de 1957, o conhecimento sobre o perigo da poeira de amianto em Wittenoom tornou-se inegável. Em 1958, seis mineiros apresentaram asbestose pulmonar, sendo que alguns deles tinham apenas seis anos de exposição ao amianto. No ano de 1959, houve a primeira morte de um minerador por mesotelioma. E em 1966, a Australian Blue Asbestos (ABA) encerrou as atividades devido a crescente evidência médica de doença ocupacional causada pelo amianto.

## Moradores e mineradores
Cerca de 6.485 homens e 410 mulheres foram registrados como funcionários da Australian Blue Asbestos (ABA). A maioria dos trabalhadores eram imigrantes vindos da Europa após a Segunda Guerra Mundial.

Após o fechamento das minas de Wittenoom, estudos de acompanhamento da saúde dos ex-trabalhadores das minas são feitas. No ano de 1980, havia 195 casos de asbestose e 64 casos de mesotelioma entre os trabalhadores da Australian Blue Asbestos (ABA). E nos anos seguintes houve um aumento nos casos. Mais de 1.200 pessoas, entre moradores e funcionários da ABA, morreram devido a mesotelioma e câncer nos pulmões.